# Чесноковский сельсовет (Башкортостан)
Чесноковский сельсовет — муниципальное образование в Уфимском районе Башкортостана.
Административный центр — село Чесноковка.

## История
Согласно Закону о границах, статусе и административных центрах муниципальных образований в Республике Башкортостан имеет статус сельского поселения.
Закон Республики Башкортостан от 17 декабря 2004 г. № 125-з "Об изменениях в административно-территориальном устройстве Республики Башкортостан, изменениях границ и преобразованиях муниципальных образований в Республике Башкортостан" гласит:

Статья 1. "Изменения в административно-территориальном устройстве Республики Башкортостан", п. 54:
54. Изменить границы следующих сельсоветов Уфимского района, Уфимского района, города Уфы, следующих территориальных единиц города Уфы согласно представленной схематической карте, передав часть территорий территориальных единиц города Уфы в состав территорий сельсоветов Уфимского района:
- 127 га Орджоникидзевского района города Уфы в состав территории Черкасского сельсовета Уфимского района;
- 66 га Кировского района города Уфы в состав территории Чесноковского сельсовета Уфимского района;
- 300 га Кировского района города Уфы в состав территории Зубовского сельсовета Уфимского района;
- 379 га Кировского района города Уфы в состав территории Булгаковского сельсовета Уфимского района;
- 6 га Кировского района города Уфы в состав территории Ольховского сельсовета Уфимского района;

## Население
| 2002  | 2009  | 2010  | 2012  | 2013  | 2014  | 2015  |
| ----- | ----- | ----- | ----- | ----- | ----- | ----- |
| 2992  | ↗3400 | ↗4310 | ↗4454 | ↗4567 | ↗4964 | ↗5565 |
| 2016  | 2017  | 2018  |       |       |       |       |
| ↗6309 | ↗6693 | ↗7365 |       |       |       |       |

## Состав сельского поселения
| № | Населённый пункт   | Тип населённого пункта       | Население |
| - | ------------------ | ---------------------------- | --------- |
| 1 | Чесноковка         | село, административный центр | ↗7815     |
| 2 | Деревня Геофизиков | деревня                      | ↗509      |
| 3 | Загорский          | деревня                      | ↗272      |
| 4 | Торфяной           | деревня                      | ↗196      |

## Известные уроженцы
- Горчилин, Александр Михайлович (16 сентября 1925 — 6 мая 1970) — красноармеец Рабоче-крестьянской Красной армии, участник Великой Отечественной войны, Герой Советского Союза (1943)[18].